# Félix Chaudoir

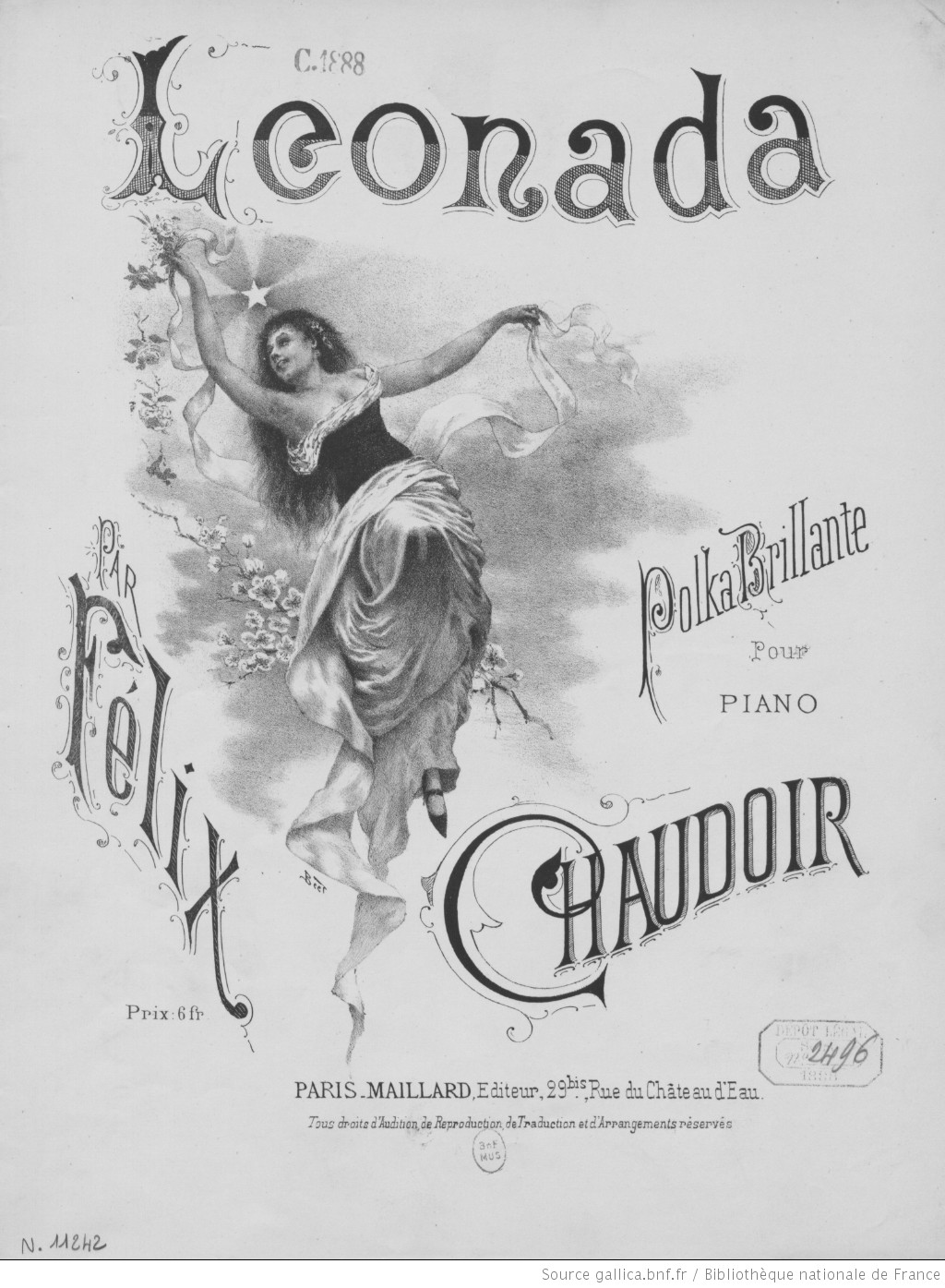
Léonada, polka pour piano par Félix Chaudoir (1888).

Pierre Félix Chaudoir, né 1er octobre 1856 à Namur (Belgique) et mort le 29 septembre 1904 à Paris 14e, est un compositeur français.

## Biographie
On lui doit près de huit cents partitions dont de nombreuses polkas, des valses, des quadrilles etc. ainsi que les musiques de nombreuses chansons d'auteurs comme Eugène Héros, Léo Lelièvre ou Adolphe Jost. 
Ses chansons ont été interprétées, entre autres, par Paulus, Yvette Guilbert et Les Frères Jacques.

## Titres de quelques œuvres
- 1886 : Verbalisons, saynète bouffe à 2 personnages, paroles de Maxime Guy et Louis Dehné, musique de Félix Chaudoir, partition musicale, E. Meuriot, Paris
- 1886 : Si l'amour s'égare, romance, paroles de Louis Dehné, musique de Félix Chaudoir et Cândido de Faria, partition musicale F. Guillemain, Paris
- 1886 : L'Espiègle !, chansonnette travestie, paroles de Louis Dehné́ et Maxime Guy, musique de Félix Chaudoir, partition musicale F. Guillemain, Paris
- 1887 : Ça va marcher, chansonnette comique de Felix Chaudoir, Cândido de Faria et Louis Dehné, partition musicale F. Guillemain, Paris
- 1887 : Le Chahut expiatoire, saynète (avec danses facultatives) de Félix Chaudoir ; paroles de Louis Dehné́ et Maxine Guy, partition musicale, F. Guillemain, Paris
- 1887 : J'bondis !, chansonnette, paroles de Louis Dehné et Paul Bon, musique de Félix Chaudoir, partition musicale, F. Guillemain, Paris
- 1903 : Mon homme et mon cochon !, chansonnette comique, paroles de Paul Briollet et Henri Marcoud